# Caloptilia euhelia
Caloptilia euhelia är en fjärilsart som beskrevs av Diakonoff 1955. Caloptilia euhelia ingår i släktet Caloptilia och familjen styltmalar.
Artens utbredningsområde är Papua Nya Guinea. Inga underarter finns listade i Catalogue of Life.